# Coprini
Coprini (лат.) — триба пластинчатоусых из подсемейства Scarabaeinae.

## Описание
Тело более или менее короткоовальное, редко удлинённое, сверху обычно сильно выпуклое. Усики 9-члениковые с простой трёхчлениковой булавой. 1-й членик губных щупиков гораздо длиннее и часто шире 2-го, 3-й тонкий, цилиндрический, иногда не короче 2-го. Глаза не полностью разделены задним отростком головы. Надкрылья с 6-8 бороздками и нередко с одним или двумя боковыми килями.
Ноги короткие, мощные, голени сильно расширены к вершинам, все с лапками. Средние голени С 2 шпорами. Передние голени с 3 сильными наружными зубцами (иногда имеется 4-й базальный зубец, обычно маленький). Средние и задние голени с 2-3 наружными косыми поперечными килями, часто зубцевидными. Средние тазики параллельны или почти параллельны друг другу.
Половой диморфизм выражен обычно резко (кроме рода Synapsis и некоторых Copris): голова и переднеспинка самцов с разнообразными выростами: рогами, зубцами или выступами, отсутствующими или слабо выраженными у самок.

## Систематика и ареал
Насчитывает 18 родов и более 400 видов Coprini s.str., а с учётом синонимизированной трибы Dichotomini (750 видов и 30 родов, из них 600 и 23 в Новом Свете) более 1000 видов в сумме.
Обитают преимущественно в тропических странах Восточного полушария (Африка, Южная Азии). Из Неарктической области и Неотропического доминиона известны 23 вида только рода Copris. В Палеарктике распространены 4 рода и около 30 видов. В нашей фауне — 5 видов рода Copris и 1 вид Synapsis.

## Перечень родов
- Canthidium Erichson, 1847 (перенесён из Canthonini в Coprini)[3]
- Catharsius Hope, 1837
- Chalcocopris Burmeister, 1846
- Copridaspidus Boucomont, 1920
- Copris Geoffroy, 1762
- Coptodactyla Burmeister, 1846
- Dichotomius Hope, 1838
- Heliocopris Hope, 1837
- Holocephalus Hope, 1838
- Isocopris Pereira et Martínez
- Litocopris Waterhouse, 1891
- Macroderes Westwood, 1876
- Metacatharsius Paulian, 1939
- Ontherus Erichson, 1847
- Pseudocopris Ferreira, 1960
- Pseudopedaria Felsche, 1904
- Synapsis Bates, 1868
- Thyregis Blackburn, 1904
- Xinidium Harold, 1869

## Галерея

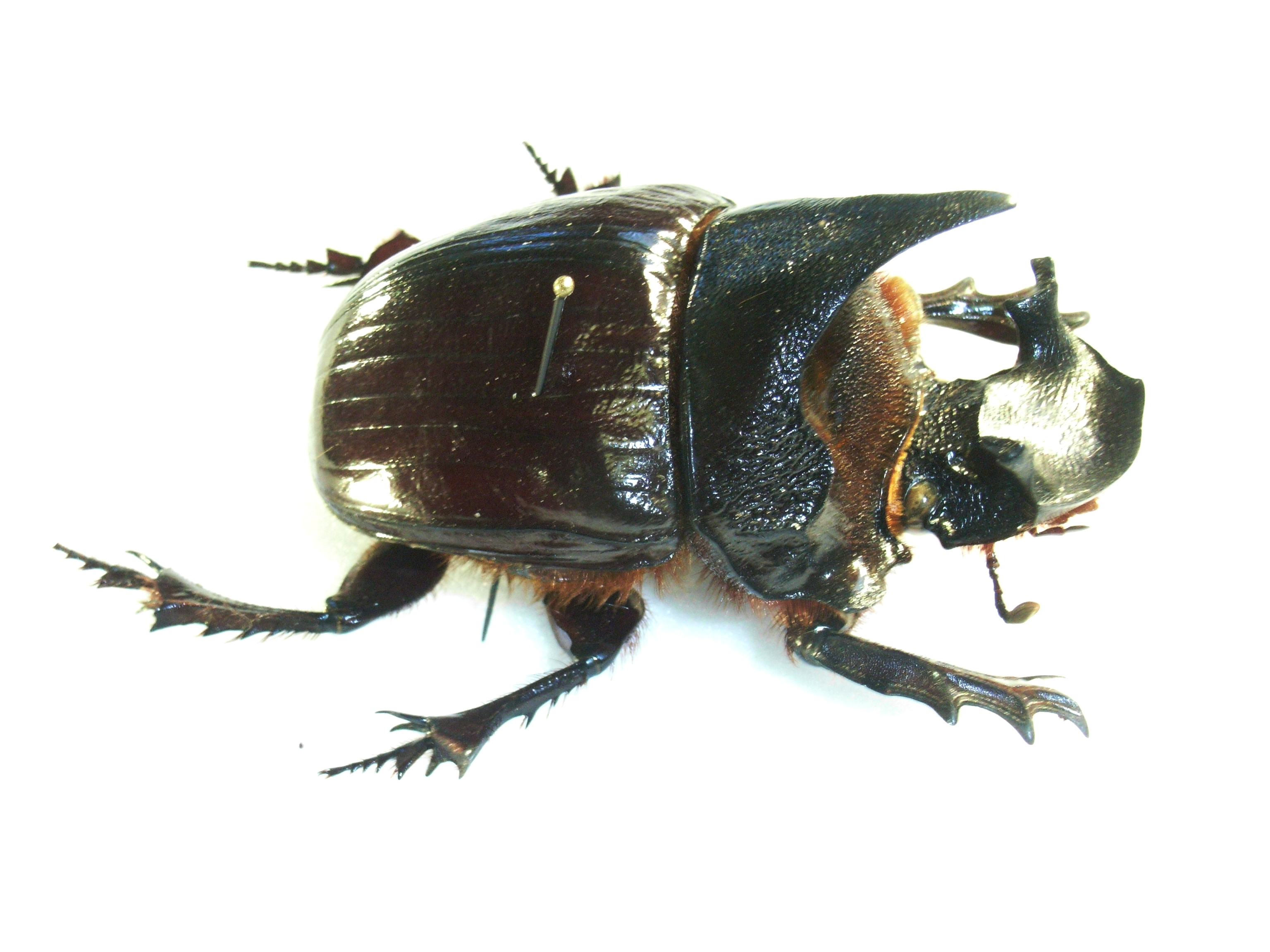
Heliocopris dominus